# 오타 스케토모
오타 스케모토(太田資始)는 에도 시대 후기부터 막말까지의 다이묘이다. 도토미 가케가와번 제5대 번주. 에도 막부에선 노중을 3번 지냈다. 가케가와 번 오타가(掛川藩太田家) 제9대 당주.
오미 미야가와 번주 홋타 마사자네의 삼남으로 태어났으며 가케가와 선대 번주 오타 스케토키의 양자로 입적되었다.

## 같이 보기
- 안세이 대옥

| 전임 오타 스케토키 | 제5대 가케가와번 번주 (오타가) 1810년 ~ 1841년 | 후임 오타 스케카쓰 |

| 전임 마쓰다이라 무네아키라 | 제56대 오사카 조다이 1828년 ~ 1831년 | 후임 마쓰다이라 노부요리 |

| 전임 마쓰다이라 무네아키라 | 제43대 교토 쇼시다이 1832년 ~ 1834년 | 후임 마쓰다이라 노부요리 |